# Дурнон
Дурнон (фр. Dournon) насеље је и општина у источној Француској у региону Франш-Конте, у департману Јура која припада префектури Лон ле Соније.
По подацима из 2011. године у општини је живело 128 становника, а густина насељености је износила 19,54 становника/km². Општина се простире на површини од 6,55 km². Налази се на средњој надморској висини од 610 метара (максималној 719 m, а минималној 593 m).

## Демографија
| 1962. | 1968. | 1975. | 1982. | 1990. | 2011. |
| ----- | ----- | ----- | ----- | ----- | ----- |
| 117   | 100   | 85    | 113   | 122   | 128   |

График промене броја становника у току последњих година